# Liste der Kulturdenkmale in Berlin-Kladow

Lage von Kladow in Berlin

In der Liste der Kulturdenkmale von Kladow sind die Kulturdenkmale des Berliner Ortsteils Kladow im Bezirk Spandau aufgeführt. Sonstige Denkmäler (künstlerisch gestaltete Monumente bzw. Bauwerke zur Erinnerung) finden sich in der Liste Denkmäler in Spandau.

## Denkmalbereiche (Ensembles)
| Nr.      | Lage | Offizielle Bezeichnung | Beschreibung | Bild                                |
| -------- | --- | --- | --- | ----------------------------------- |
| 09085419 | Alt-Kladow 1, 3, 7, 9, 17, 20–23, 25 Imchenallee 36, 40, 44 Imchenplatz 4 Kladower Damm 369, 382, 387 Ritterfelddamm 1 Rohrsängersteig 1/7 Sakrower Landstraße 1, 2/4 (Lage) | Dorfkern Alt-Kladow mit Dorfanger Baudenkmale siehe: Alt-Kladow 3, 7, 17, 20, 21/23, 22/24 Dorfkirche Gefallenendenkmal Kladower Damm 382, 387 Rohrsängersteig 1/3 Sakrower Landstraße 2, 4 | Weitere Bestandteile des Ensembles:                                                                                          | Weitere Bestandteile des Ensembles: |
| 09085419 | Alt-Kladow 1, 3, 7, 9, 17, 20–23, 25 Imchenallee 36, 40, 44 Imchenplatz 4 Kladower Damm 369, 382, 387 Ritterfelddamm 1 Rohrsängersteig 1/7 Sakrower Landstraße 1, 2/4 (Lage) | Dorfkern Alt-Kladow mit Dorfanger Baudenkmale siehe: Alt-Kladow 3, 7, 17, 20, 21/23, 22/24 Dorfkirche Gefallenendenkmal Kladower Damm 382, 387 Rohrsängersteig 1/3 Sakrower Landstraße 2, 4 | 09085422 – Alt-Kladow (vor Nr. 1–13), mittelalterliche Straßenführung, Pflasterung nach 1920                                 |                                     |
| 09085419 | Alt-Kladow 1, 3, 7, 9, 17, 20–23, 25 Imchenallee 36, 40, 44 Imchenplatz 4 Kladower Damm 369, 382, 387 Ritterfelddamm 1 Rohrsängersteig 1/7 Sakrower Landstraße 1, 2/4 (Lage) | Dorfkern Alt-Kladow mit Dorfanger Baudenkmale siehe: Alt-Kladow 3, 7, 17, 20, 21/23, 22/24 Dorfkirche Gefallenendenkmal Kladower Damm 382, 387 Rohrsängersteig 1/3 Sakrower Landstraße 2, 4 | 09085423 – Alt-Kladow 1, Doppelstubenhaus, vor 1892, Umbau 1905                                                              |                                     |
| 09085419 | Alt-Kladow 1, 3, 7, 9, 17, 20–23, 25 Imchenallee 36, 40, 44 Imchenplatz 4 Kladower Damm 369, 382, 387 Ritterfelddamm 1 Rohrsängersteig 1/7 Sakrower Landstraße 1, 2/4 (Lage) | Dorfkern Alt-Kladow mit Dorfanger Baudenkmale siehe: Alt-Kladow 3, 7, 17, 20, 21/23, 22/24 Dorfkirche Gefallenendenkmal Kladower Damm 382, 387 Rohrsängersteig 1/3 Sakrower Landstraße 2, 4 | Stall |                                     |
| 09085419 | Alt-Kladow 1, 3, 7, 9, 17, 20–23, 25 Imchenallee 36, 40, 44 Imchenplatz 4 Kladower Damm 369, 382, 387 Ritterfelddamm 1 Rohrsängersteig 1/7 Sakrower Landstraße 1, 2/4 (Lage) | Dorfkern Alt-Kladow mit Dorfanger Baudenkmale siehe: Alt-Kladow 3, 7, 17, 20, 21/23, 22/24 Dorfkirche Gefallenendenkmal Kladower Damm 382, 387 Rohrsängersteig 1/3 Sakrower Landstraße 2, 4 | 09085426 – Alt-Kladow 9, Wohnhaus, 4. Viertel 19. Jh.                                                                        |                                     |
| 09085419 | Alt-Kladow 1, 3, 7, 9, 17, 20–23, 25 Imchenallee 36, 40, 44 Imchenplatz 4 Kladower Damm 369, 382, 387 Ritterfelddamm 1 Rohrsängersteig 1/7 Sakrower Landstraße 1, 2/4 (Lage) | Dorfkern Alt-Kladow mit Dorfanger Baudenkmale siehe: Alt-Kladow 3, 7, 17, 20, 21/23, 22/24 Dorfkirche Gefallenendenkmal Kladower Damm 382, 387 Rohrsängersteig 1/3 Sakrower Landstraße 2, 4 | 09085431 – Alt-Kladow (vor Nr. 25) / Kladower Damm (vor Nr. 380/390), mittelalterliche Straßenführung, Pflasterung nach 1920 |                                     |
| 09085419 | Alt-Kladow 1, 3, 7, 9, 17, 20–23, 25 Imchenallee 36, 40, 44 Imchenplatz 4 Kladower Damm 369, 382, 387 Ritterfelddamm 1 Rohrsängersteig 1/7 Sakrower Landstraße 1, 2/4 (Lage) | Dorfkern Alt-Kladow mit Dorfanger Baudenkmale siehe: Alt-Kladow 3, 7, 17, 20, 21/23, 22/24 Dorfkirche Gefallenendenkmal Kladower Damm 382, 387 Rohrsängersteig 1/3 Sakrower Landstraße 2, 4 | 09085432 – Alt-Kladow 25, Dorfschule, 1876, Umbauten 1906 und 1933                                                           |                                     |
| 09085419 | Alt-Kladow 1, 3, 7, 9, 17, 20–23, 25 Imchenallee 36, 40, 44 Imchenplatz 4 Kladower Damm 369, 382, 387 Ritterfelddamm 1 Rohrsängersteig 1/7 Sakrower Landstraße 1, 2/4 (Lage) | Dorfkern Alt-Kladow mit Dorfanger Baudenkmale siehe: Alt-Kladow 3, 7, 17, 20, 21/23, 22/24 Dorfkirche Gefallenendenkmal Kladower Damm 382, 387 Rohrsängersteig 1/3 Sakrower Landstraße 2, 4 | 09085624 – Imchenallee 36, Mietvilla, 1913, Umbau nach 1905                                                                  |                                     |
| 09085419 | Alt-Kladow 1, 3, 7, 9, 17, 20–23, 25 Imchenallee 36, 40, 44 Imchenplatz 4 Kladower Damm 369, 382, 387 Ritterfelddamm 1 Rohrsängersteig 1/7 Sakrower Landstraße 1, 2/4 (Lage) | Dorfkern Alt-Kladow mit Dorfanger Baudenkmale siehe: Alt-Kladow 3, 7, 17, 20, 21/23, 22/24 Dorfkirche Gefallenendenkmal Kladower Damm 382, 387 Rohrsängersteig 1/3 Sakrower Landstraße 2, 4 | 09085619 – Imchenallee 40, Wohnhaus, 1910                                                                                    |                                     |
| 09085419 | Alt-Kladow 1, 3, 7, 9, 17, 20–23, 25 Imchenallee 36, 40, 44 Imchenplatz 4 Kladower Damm 369, 382, 387 Ritterfelddamm 1 Rohrsängersteig 1/7 Sakrower Landstraße 1, 2/4 (Lage) | Dorfkern Alt-Kladow mit Dorfanger Baudenkmale siehe: Alt-Kladow 3, 7, 17, 20, 21/23, 22/24 Dorfkirche Gefallenendenkmal Kladower Damm 382, 387 Rohrsängersteig 1/3 Sakrower Landstraße 2, 4 | 09085625 – Imchenplatz 4, Wohnhaus, 1893, Um- und Anbau 1901                                                                 |                                     |
| 09085531 | Dechtower Steig 4/8, 7 (Lage) | Landarbeiterhäuser und nördliche Dorferweiterung Baudenkmal siehe: Dechtower Steig 4 | Weitere Bestandteile des Ensembles:                                                                                          | Weitere Bestandteile des Ensembles: |
| 09085531 | Dechtower Steig 4/8, 7 (Lage) | Landarbeiterhäuser und nördliche Dorferweiterung Baudenkmal siehe: Dechtower Steig 4 | 09085534 – Dechtower Steig 6/8, Doppelwohnhaus, 1891                                                                         |                                     |
| 09085531 | Dechtower Steig 4/8, 7 (Lage) | Landarbeiterhäuser und nördliche Dorferweiterung Baudenkmal siehe: Dechtower Steig 4 | Stall (Nr. 6), 1891 |                                     |
| 09085531 | Dechtower Steig 4/8, 7 (Lage) | Landarbeiterhäuser und nördliche Dorferweiterung Baudenkmal siehe: Dechtower Steig 4 | 09085535 – Dechtower Steig 7, Wohnhaus, vor 1892                                                                             |                                     |
| 09085531 | Dechtower Steig 4/8, 7 (Lage) | Landarbeiterhäuser und nördliche Dorferweiterung Baudenkmal siehe: Dechtower Steig 4 | Stall, seit 1910 |                                     |
| 09085436 | Krampnitzer Weg 1, 2A, 4/6 Parnemannweg 27/31 Sakrower Landstraße 29, 33/37, 36/42 (Lage)                                                                                    | Wohnhäuser und Wirtschaftsgebäude Baudenkmale siehe: Krampnitzer Weg 2A Sakrower Landstraße 29, 33, 38/42 Gartendenkmal siehe: Krampnitzer Weg 2A                                           | Weitere Bestandteile des Ensembles:                                                                                          | Weitere Bestandteile des Ensembles: |
| 09085436 | Krampnitzer Weg 1, 2A, 4/6 Parnemannweg 27/31 Sakrower Landstraße 29, 33/37, 36/42 (Lage)                                                                                    | Wohnhäuser und Wirtschaftsgebäude Baudenkmale siehe: Krampnitzer Weg 2A Sakrower Landstraße 29, 33, 38/42 Gartendenkmal siehe: Krampnitzer Weg 2A                                           | 09085710 – Parnemannweg 27, Wohnhaus mit Stall, 1899                                                                         |                                     |
| 09085436 | Krampnitzer Weg 1, 2A, 4/6 Parnemannweg 27/31 Sakrower Landstraße 29, 33/37, 36/42 (Lage)                                                                                    | Wohnhäuser und Wirtschaftsgebäude Baudenkmale siehe: Krampnitzer Weg 2A Sakrower Landstraße 29, 33, 38/42 Gartendenkmal siehe: Krampnitzer Weg 2A                                           | Stall |                                     |
| 09085436 | Krampnitzer Weg 1, 2A, 4/6 Parnemannweg 27/31 Sakrower Landstraße 29, 33/37, 36/42 (Lage)                                                                                    | Wohnhäuser und Wirtschaftsgebäude Baudenkmale siehe: Krampnitzer Weg 2A Sakrower Landstraße 29, 33, 38/42 Gartendenkmal siehe: Krampnitzer Weg 2A                                           | 09085712 – Parnemannweg 29, Wohnhaus mit Stall, 1894                                                                         |                                     |
| 09085436 | Krampnitzer Weg 1, 2A, 4/6 Parnemannweg 27/31 Sakrower Landstraße 29, 33/37, 36/42 (Lage)                                                                                    | Wohnhäuser und Wirtschaftsgebäude Baudenkmale siehe: Krampnitzer Weg 2A Sakrower Landstraße 29, 33, 38/42 Gartendenkmal siehe: Krampnitzer Weg 2A                                           | Stall |                                     |
| 09085436 | Krampnitzer Weg 1, 2A, 4/6 Parnemannweg 27/31 Sakrower Landstraße 29, 33/37, 36/42 (Lage)                                                                                    | Wohnhäuser und Wirtschaftsgebäude Baudenkmale siehe: Krampnitzer Weg 2A Sakrower Landstraße 29, 33, 38/42 Gartendenkmal siehe: Krampnitzer Weg 2A                                           | 09085713 – Sakrower Landstraße 31, Wohnhaus, 1891                                                                            |                                     |
| 09085436 | Krampnitzer Weg 1, 2A, 4/6 Parnemannweg 27/31 Sakrower Landstraße 29, 33/37, 36/42 (Lage)                                                                                    | Wohnhäuser und Wirtschaftsgebäude Baudenkmale siehe: Krampnitzer Weg 2A Sakrower Landstraße 29, 33, 38/42 Gartendenkmal siehe: Krampnitzer Weg 2A                                           | Parnemannweg 31, Stall, 1891                                                                                                 |                                     |
| 09085436 | Krampnitzer Weg 1, 2A, 4/6 Parnemannweg 27/31 Sakrower Landstraße 29, 33/37, 36/42 (Lage)                                                                                    | Wohnhäuser und Wirtschaftsgebäude Baudenkmale siehe: Krampnitzer Weg 2A Sakrower Landstraße 29, 33, 38/42 Gartendenkmal siehe: Krampnitzer Weg 2A                                           | 09085715 – Sakrower Landstraße 35, Wohnhaus, 1897                                                                            |                                     |
| 09085436 | Krampnitzer Weg 1, 2A, 4/6 Parnemannweg 27/31 Sakrower Landstraße 29, 33/37, 36/42 (Lage)                                                                                    | Wohnhäuser und Wirtschaftsgebäude Baudenkmale siehe: Krampnitzer Weg 2A Sakrower Landstraße 29, 33, 38/42 Gartendenkmal siehe: Krampnitzer Weg 2A                                           | Stellmacherei |                                     |
| 09085436 | Krampnitzer Weg 1, 2A, 4/6 Parnemannweg 27/31 Sakrower Landstraße 29, 33/37, 36/42 (Lage)                                                                                    | Wohnhäuser und Wirtschaftsgebäude Baudenkmale siehe: Krampnitzer Weg 2A Sakrower Landstraße 29, 33, 38/42 Gartendenkmal siehe: Krampnitzer Weg 2A                                           | 09085716 – Sakrower Landstraße 37, Kleinbauernhof F. W. Heller, Wohnhaus, 1897                                               |                                     |
| 09085436 | Krampnitzer Weg 1, 2A, 4/6 Parnemannweg 27/31 Sakrower Landstraße 29, 33/37, 36/42 (Lage)                                                                                    | Wohnhäuser und Wirtschaftsgebäude Baudenkmale siehe: Krampnitzer Weg 2A Sakrower Landstraße 29, 33, 38/42 Gartendenkmal siehe: Krampnitzer Weg 2A                                           | Anbau, 1926 |                                     |
| 09085436 | Krampnitzer Weg 1, 2A, 4/6 Parnemannweg 27/31 Sakrower Landstraße 29, 33/37, 36/42 (Lage)                                                                                    | Wohnhäuser und Wirtschaftsgebäude Baudenkmale siehe: Krampnitzer Weg 2A Sakrower Landstraße 29, 33, 38/42 Gartendenkmal siehe: Krampnitzer Weg 2A                                           | Ehemaliger Bestandteil des Ensembles:                                                                                        |                                     |
| 09085436 | Krampnitzer Weg 1, 2A, 4/6 Parnemannweg 27/31 Sakrower Landstraße 29, 33/37, 36/42 (Lage)                                                                                    | Wohnhäuser und Wirtschaftsgebäude Baudenkmale siehe: Krampnitzer Weg 2A Sakrower Landstraße 29, 33, 38/42 Gartendenkmal siehe: Krampnitzer Weg 2A                                           | 09085658 – Krampnitzer Weg 6, Arbeiterwohnhaus, um 1900                                                                      |                                     |
| 09085436 | Krampnitzer Weg 1, 2A, 4/6 Parnemannweg 27/31 Sakrower Landstraße 29, 33/37, 36/42 (Lage)                                                                                    | Wohnhäuser und Wirtschaftsgebäude Baudenkmale siehe: Krampnitzer Weg 2A Sakrower Landstraße 29, 33, 38/42 Gartendenkmal siehe: Krampnitzer Weg 2A                                           | Stallung und Remise |                                     |
| 09085733 | Quastenhornweg 16, 17 (Lage) | Wohnhäuser Baudenkmal siehe: Quastenhornweg 17 | Weiterer Bestandteil des Ensembles:                                                                                          | Weiterer Bestandteil des Ensembles: |
| 09085733 | Quastenhornweg 16, 17 (Lage) | Wohnhäuser Baudenkmal siehe: Quastenhornweg 17 | 09085734 – Quastenhornweg 16, Wohnhaus, 1938 von Hans Köhler                                                                 |                                     |
| 09085706 | Sakrower Kirchweg 6/8, 9, 13–16 Imchenallee 48 Parnemannweg 1, 2/4 (Lage) | Südliche Dorferweiterung von Alt-Kladow Baudenkmale siehe: Parnemannweg 1 Sakrower Kirchweg 6/8, 9, 13, 14, 15, 16                                                                          | Weitere Bestandteile des Ensembles:                                                                                          | Weitere Bestandteile des Ensembles: |
| 09085706 | Sakrower Kirchweg 6/8, 9, 13–16 Imchenallee 48 Parnemannweg 1, 2/4 (Lage) | Südliche Dorferweiterung von Alt-Kladow Baudenkmale siehe: Parnemannweg 1 Sakrower Kirchweg 6/8, 9, 13, 14, 15, 16                                                                          | 09085708 – Parnemannweg 2/4, Arbeiterwohnhaus, 4. Viertel 19. Jh.                                                            |                                     |
| 09085706 | Sakrower Kirchweg 6/8, 9, 13–16 Imchenallee 48 Parnemannweg 1, 2/4 (Lage) | Südliche Dorferweiterung von Alt-Kladow Baudenkmale siehe: Parnemannweg 1 Sakrower Kirchweg 6/8, 9, 13, 14, 15, 16                                                                          | Stallung |                                     |
| 09085706 | Sakrower Kirchweg 6/8, 9, 13–16 Imchenallee 48 Parnemannweg 1, 2/4 (Lage) | Südliche Dorferweiterung von Alt-Kladow Baudenkmale siehe: Parnemannweg 1 Sakrower Kirchweg 6/8, 9, 13, 14, 15, 16                                                                          | 09096534 – Imchenallee 48, Ausflugsgaststätte, um 1900                                                                       |                                     |

## Denkmalbereiche (Gesamtanlagen)
| Nr.      | Lage | Offizielle Bezeichnung                                                                     | Beschreibung | Bild |
| -------- | --- | ------------------------------------------------------------------------------------------ | --- | --- |
| 09080619 | Aiblinger Weg 1–12, 14–34, 36 Gautinger Weg 1–13, 15 Schwabinger Weg 5–33, 35/51 (Lage) | Siedlung der Niedersächsischen Siedlungsgesellschaft                                       | 48 Doppelwohnhäuser, 1938 | |
| 09085592 | Gutsstraße Ritterfelddamm 235/241 (Lage) | Rittergut Groß-Glienicke, Gutsstraße und Spandauer Tor des ehemaligen Gutes Groß-Glienicke | Straße, Mitte 19. Jh. (siehe auch Gartendenkmal Gutsstraße) | |
| 09085592 | Gutsstraße Ritterfelddamm 235/241 (Lage) | Rittergut Groß-Glienicke, Gutsstraße und Spandauer Tor des ehemaligen Gutes Groß-Glienicke | Tor, 4. Viertel 19. Jh. | |
| 09085592 | Gutsstraße Ritterfelddamm 235/241 (Lage) | Rittergut Groß-Glienicke, Gutsstraße und Spandauer Tor des ehemaligen Gutes Groß-Glienicke | Schmiede und Stellmacherei mit Stall, 4. Viertel 19. Jh. | |
| 09085592 | Gutsstraße Ritterfelddamm 235/241 (Lage) | Rittergut Groß-Glienicke, Gutsstraße und Spandauer Tor des ehemaligen Gutes Groß-Glienicke | Brennerei, 4. Viertel 19. Jh. | |
| 09085592 | Gutsstraße Ritterfelddamm 235/241 (Lage) | Rittergut Groß-Glienicke, Gutsstraße und Spandauer Tor des ehemaligen Gutes Groß-Glienicke | Gutsarbeiterhaus, 4. Viertel 19. Jh. | |
| 09040628 | Gutsstraße 23, 27 (Lage) | Berliner Mauer                                                                             | Grenzanlagen mit Mauerabschnitten und Wachtürmen, 1961–1989 (siehe Denkmalliste Potsdam, Groß Glienicke und siehe Denkmallisten Berlin Friedrichshain, Mitte, Pankow, Reinickendorf und Treptow-Köpenick)  | |
| 09040628 | Gutsstraße 23, 27 (Lage) | Berliner Mauer                                                                             | Vorfeldsicherung zum Gross-Glienicker See mit Mauer der 1. Generation, 1961 | |
| 09040628 | Gutsstraße 23, 27 (Lage) | Berliner Mauer                                                                             | Mauer der 2. Generation, nach 1965 mit Streckmetallzaun | |
| 09085643 | Kladower Damm 182, 220 Am Donnerberg Am Flugplatz Gatow 33 Am Landschaftspark Gatow An der Gatower Heide Charles-Lindbergh-Straße Christoph-Kolumbus-Straße 4/6A, 10/20, 15 Ferdinand-Magellan-Straße 1/7, 11/19, 16/18, 24/28, 34/38 James-Cook-Straße 4–14 Johann-Landefeldt-Straße Marco-Polo-Straße 1–22 Parkviertelallee 111/117 Potsdamer Chaussee Ritterfelddamm Sparnecker Weg 100 (Lage) | Flugplatz Gatow                                                                            | Eingangsgebäude, Kriegsschule der Luftwaffe, Kasernen, Werkstätten, Kesselhaus, Hangars, Feuerwehr und Towergebäude, 1935–36 von Richard Binder, Josef Braun und Alfred Gunzenhauser und zwei Behelfsheime | Eingangsgebäude, Kriegsschule der Luftwaffe, Kasernen, Werkstätten, Kesselhaus, Hangars, Feuerwehr und Towergebäude, 1935–36 von Richard Binder, Josef Braun und Alfred Gunzenhauser und zwei Behelfsheime |
| 09085643 | Kladower Damm 182, 220 Am Donnerberg Am Flugplatz Gatow 33 Am Landschaftspark Gatow An der Gatower Heide Charles-Lindbergh-Straße Christoph-Kolumbus-Straße 4/6A, 10/20, 15 Ferdinand-Magellan-Straße 1/7, 11/19, 16/18, 24/28, 34/38 James-Cook-Straße 4–14 Johann-Landefeldt-Straße Marco-Polo-Straße 1–22 Parkviertelallee 111/117 Potsdamer Chaussee Ritterfelddamm Sparnecker Weg 100 (Lage) | Flugplatz Gatow                                                                            | Eingangsgebäude | |
| 09085643 | Kladower Damm 182, 220 Am Donnerberg Am Flugplatz Gatow 33 Am Landschaftspark Gatow An der Gatower Heide Charles-Lindbergh-Straße Christoph-Kolumbus-Straße 4/6A, 10/20, 15 Ferdinand-Magellan-Straße 1/7, 11/19, 16/18, 24/28, 34/38 James-Cook-Straße 4–14 Johann-Landefeldt-Straße Marco-Polo-Straße 1–22 Parkviertelallee 111/117 Potsdamer Chaussee Ritterfelddamm Sparnecker Weg 100 (Lage) | Flugplatz Gatow                                                                            | Sportplatz | |
| 09085643 | Kladower Damm 182, 220 Am Donnerberg Am Flugplatz Gatow 33 Am Landschaftspark Gatow An der Gatower Heide Charles-Lindbergh-Straße Christoph-Kolumbus-Straße 4/6A, 10/20, 15 Ferdinand-Magellan-Straße 1/7, 11/19, 16/18, 24/28, 34/38 James-Cook-Straße 4–14 Johann-Landefeldt-Straße Marco-Polo-Straße 1–22 Parkviertelallee 111/117 Potsdamer Chaussee Ritterfelddamm Sparnecker Weg 100 (Lage) | Flugplatz Gatow                                                                            | Sporthalle und Squashhalle | |
| 09085643 | Kladower Damm 182, 220 Am Donnerberg Am Flugplatz Gatow 33 Am Landschaftspark Gatow An der Gatower Heide Charles-Lindbergh-Straße Christoph-Kolumbus-Straße 4/6A, 10/20, 15 Ferdinand-Magellan-Straße 1/7, 11/19, 16/18, 24/28, 34/38 James-Cook-Straße 4–14 Johann-Landefeldt-Straße Marco-Polo-Straße 1–22 Parkviertelallee 111/117 Potsdamer Chaussee Ritterfelddamm Sparnecker Weg 100 (Lage) | Flugplatz Gatow                                                                            | Garage | |
| 09085643 | Kladower Damm 182, 220 Am Donnerberg Am Flugplatz Gatow 33 Am Landschaftspark Gatow An der Gatower Heide Charles-Lindbergh-Straße Christoph-Kolumbus-Straße 4/6A, 10/20, 15 Ferdinand-Magellan-Straße 1/7, 11/19, 16/18, 24/28, 34/38 James-Cook-Straße 4–14 Johann-Landefeldt-Straße Marco-Polo-Straße 1–22 Parkviertelallee 111/117 Potsdamer Chaussee Ritterfelddamm Sparnecker Weg 100 (Lage) | Flugplatz Gatow                                                                            | Kriegsschule der Luftwaffe | |
| 09085643 | Kladower Damm 182, 220 Am Donnerberg Am Flugplatz Gatow 33 Am Landschaftspark Gatow An der Gatower Heide Charles-Lindbergh-Straße Christoph-Kolumbus-Straße 4/6A, 10/20, 15 Ferdinand-Magellan-Straße 1/7, 11/19, 16/18, 24/28, 34/38 James-Cook-Straße 4–14 Johann-Landefeldt-Straße Marco-Polo-Straße 1–22 Parkviertelallee 111/117 Potsdamer Chaussee Ritterfelddamm Sparnecker Weg 100 (Lage) | Flugplatz Gatow                                                                            | 2 Bauten am Hans-Grade-Ring | |
| 09085643 | Kladower Damm 182, 220 Am Donnerberg Am Flugplatz Gatow 33 Am Landschaftspark Gatow An der Gatower Heide Charles-Lindbergh-Straße Christoph-Kolumbus-Straße 4/6A, 10/20, 15 Ferdinand-Magellan-Straße 1/7, 11/19, 16/18, 24/28, 34/38 James-Cook-Straße 4–14 Johann-Landefeldt-Straße Marco-Polo-Straße 1–22 Parkviertelallee 111/117 Potsdamer Chaussee Ritterfelddamm Sparnecker Weg 100 (Lage) | Flugplatz Gatow                                                                            | 2 Werkstätten an der Marco-Polo Straße | |
| 09085643 | Kladower Damm 182, 220 Am Donnerberg Am Flugplatz Gatow 33 Am Landschaftspark Gatow An der Gatower Heide Charles-Lindbergh-Straße Christoph-Kolumbus-Straße 4/6A, 10/20, 15 Ferdinand-Magellan-Straße 1/7, 11/19, 16/18, 24/28, 34/38 James-Cook-Straße 4–14 Johann-Landefeldt-Straße Marco-Polo-Straße 1–22 Parkviertelallee 111/117 Potsdamer Chaussee Ritterfelddamm Sparnecker Weg 100 (Lage) | Flugplatz Gatow                                                                            | Kupferhaus, 1930/34 | |
| 09085643 | Kladower Damm 182, 220 Am Donnerberg Am Flugplatz Gatow 33 Am Landschaftspark Gatow An der Gatower Heide Charles-Lindbergh-Straße Christoph-Kolumbus-Straße 4/6A, 10/20, 15 Ferdinand-Magellan-Straße 1/7, 11/19, 16/18, 24/28, 34/38 James-Cook-Straße 4–14 Johann-Landefeldt-Straße Marco-Polo-Straße 1–22 Parkviertelallee 111/117 Potsdamer Chaussee Ritterfelddamm Sparnecker Weg 100 (Lage) | Flugplatz Gatow                                                                            | 5 Wohnhäuser und Garage an der Ferdinand-Magellan-Straße | |
| 09085643 | Kladower Damm 182, 220 Am Donnerberg Am Flugplatz Gatow 33 Am Landschaftspark Gatow An der Gatower Heide Charles-Lindbergh-Straße Christoph-Kolumbus-Straße 4/6A, 10/20, 15 Ferdinand-Magellan-Straße 1/7, 11/19, 16/18, 24/28, 34/38 James-Cook-Straße 4–14 Johann-Landefeldt-Straße Marco-Polo-Straße 1–22 Parkviertelallee 111/117 Potsdamer Chaussee Ritterfelddamm Sparnecker Weg 100 (Lage) | Flugplatz Gatow                                                                            | 3 Wohnhäuser und 3 Garagen an der Ferdinand-Magellan-Straße | |
| 09085643 | Kladower Damm 182, 220 Am Donnerberg Am Flugplatz Gatow 33 Am Landschaftspark Gatow An der Gatower Heide Charles-Lindbergh-Straße Christoph-Kolumbus-Straße 4/6A, 10/20, 15 Ferdinand-Magellan-Straße 1/7, 11/19, 16/18, 24/28, 34/38 James-Cook-Straße 4–14 Johann-Landefeldt-Straße Marco-Polo-Straße 1–22 Parkviertelallee 111/117 Potsdamer Chaussee Ritterfelddamm Sparnecker Weg 100 (Lage) | Flugplatz Gatow                                                                            | 2 Kasernenbauten an der Melli-Beese Straße | |
| 09085643 | Kladower Damm 182, 220 Am Donnerberg Am Flugplatz Gatow 33 Am Landschaftspark Gatow An der Gatower Heide Charles-Lindbergh-Straße Christoph-Kolumbus-Straße 4/6A, 10/20, 15 Ferdinand-Magellan-Straße 1/7, 11/19, 16/18, 24/28, 34/38 James-Cook-Straße 4–14 Johann-Landefeldt-Straße Marco-Polo-Straße 1–22 Parkviertelallee 111/117 Potsdamer Chaussee Ritterfelddamm Sparnecker Weg 100 (Lage) | Flugplatz Gatow                                                                            | Transporthalle an der Christoph-Kolumbus-Straße 2016 Umbau zu Wohnungsbau | |
| 09085643 | Kladower Damm 182, 220 Am Donnerberg Am Flugplatz Gatow 33 Am Landschaftspark Gatow An der Gatower Heide Charles-Lindbergh-Straße Christoph-Kolumbus-Straße 4/6A, 10/20, 15 Ferdinand-Magellan-Straße 1/7, 11/19, 16/18, 24/28, 34/38 James-Cook-Straße 4–14 Johann-Landefeldt-Straße Marco-Polo-Straße 1–22 Parkviertelallee 111/117 Potsdamer Chaussee Ritterfelddamm Sparnecker Weg 100 (Lage) | Flugplatz Gatow                                                                            | 3 Wohnhäuser an der Christoph-Kolumbus-Straße | |
| 09085643 | Kladower Damm 182, 220 Am Donnerberg Am Flugplatz Gatow 33 Am Landschaftspark Gatow An der Gatower Heide Charles-Lindbergh-Straße Christoph-Kolumbus-Straße 4/6A, 10/20, 15 Ferdinand-Magellan-Straße 1/7, 11/19, 16/18, 24/28, 34/38 James-Cook-Straße 4–14 Johann-Landefeldt-Straße Marco-Polo-Straße 1–22 Parkviertelallee 111/117 Potsdamer Chaussee Ritterfelddamm Sparnecker Weg 100 (Lage) | Flugplatz Gatow                                                                            | Käthe-Paulus-Straße Kaserne | |
| 09085643 | Kladower Damm 182, 220 Am Donnerberg Am Flugplatz Gatow 33 Am Landschaftspark Gatow An der Gatower Heide Charles-Lindbergh-Straße Christoph-Kolumbus-Straße 4/6A, 10/20, 15 Ferdinand-Magellan-Straße 1/7, 11/19, 16/18, 24/28, 34/38 James-Cook-Straße 4–14 Johann-Landefeldt-Straße Marco-Polo-Straße 1–22 Parkviertelallee 111/117 Potsdamer Chaussee Ritterfelddamm Sparnecker Weg 100 (Lage) | Flugplatz Gatow                                                                            | 4 Kasernenkomplexe an der August-Euler und August-Parseval Straße | |
| 09085643 | Kladower Damm 182, 220 Am Donnerberg Am Flugplatz Gatow 33 Am Landschaftspark Gatow An der Gatower Heide Charles-Lindbergh-Straße Christoph-Kolumbus-Straße 4/6A, 10/20, 15 Ferdinand-Magellan-Straße 1/7, 11/19, 16/18, 24/28, 34/38 James-Cook-Straße 4–14 Johann-Landefeldt-Straße Marco-Polo-Straße 1–22 Parkviertelallee 111/117 Potsdamer Chaussee Ritterfelddamm Sparnecker Weg 100 (Lage) | Flugplatz Gatow                                                                            | 3 Transportbauten an der Käthe-Paulus-Straße | |
| 09085643 | Kladower Damm 182, 220 Am Donnerberg Am Flugplatz Gatow 33 Am Landschaftspark Gatow An der Gatower Heide Charles-Lindbergh-Straße Christoph-Kolumbus-Straße 4/6A, 10/20, 15 Ferdinand-Magellan-Straße 1/7, 11/19, 16/18, 24/28, 34/38 James-Cook-Straße 4–14 Johann-Landefeldt-Straße Marco-Polo-Straße 1–22 Parkviertelallee 111/117 Potsdamer Chaussee Ritterfelddamm Sparnecker Weg 100 (Lage) | Flugplatz Gatow                                                                            | Hangar 1 | |
| 09085643 | Kladower Damm 182, 220 Am Donnerberg Am Flugplatz Gatow 33 Am Landschaftspark Gatow An der Gatower Heide Charles-Lindbergh-Straße Christoph-Kolumbus-Straße 4/6A, 10/20, 15 Ferdinand-Magellan-Straße 1/7, 11/19, 16/18, 24/28, 34/38 James-Cook-Straße 4–14 Johann-Landefeldt-Straße Marco-Polo-Straße 1–22 Parkviertelallee 111/117 Potsdamer Chaussee Ritterfelddamm Sparnecker Weg 100 (Lage) | Flugplatz Gatow                                                                            | Hangar 3 | |
| 09085643 | Kladower Damm 182, 220 Am Donnerberg Am Flugplatz Gatow 33 Am Landschaftspark Gatow An der Gatower Heide Charles-Lindbergh-Straße Christoph-Kolumbus-Straße 4/6A, 10/20, 15 Ferdinand-Magellan-Straße 1/7, 11/19, 16/18, 24/28, 34/38 James-Cook-Straße 4–14 Johann-Landefeldt-Straße Marco-Polo-Straße 1–22 Parkviertelallee 111/117 Potsdamer Chaussee Ritterfelddamm Sparnecker Weg 100 (Lage) | Flugplatz Gatow                                                                            | Towerkomplex | |
| 09085643 | Kladower Damm 182, 220 Am Donnerberg Am Flugplatz Gatow 33 Am Landschaftspark Gatow An der Gatower Heide Charles-Lindbergh-Straße Christoph-Kolumbus-Straße 4/6A, 10/20, 15 Ferdinand-Magellan-Straße 1/7, 11/19, 16/18, 24/28, 34/38 James-Cook-Straße 4–14 Johann-Landefeldt-Straße Marco-Polo-Straße 1–22 Parkviertelallee 111/117 Potsdamer Chaussee Ritterfelddamm Sparnecker Weg 100 (Lage) | Flugplatz Gatow                                                                            | Feuerwehrgebäude | |
| 09085643 | Kladower Damm 182, 220 Am Donnerberg Am Flugplatz Gatow 33 Am Landschaftspark Gatow An der Gatower Heide Charles-Lindbergh-Straße Christoph-Kolumbus-Straße 4/6A, 10/20, 15 Ferdinand-Magellan-Straße 1/7, 11/19, 16/18, 24/28, 34/38 James-Cook-Straße 4–14 Johann-Landefeldt-Straße Marco-Polo-Straße 1–22 Parkviertelallee 111/117 Potsdamer Chaussee Ritterfelddamm Sparnecker Weg 100 (Lage) | Flugplatz Gatow                                                                            | Hangar 4 | |
| 09085643 | Kladower Damm 182, 220 Am Donnerberg Am Flugplatz Gatow 33 Am Landschaftspark Gatow An der Gatower Heide Charles-Lindbergh-Straße Christoph-Kolumbus-Straße 4/6A, 10/20, 15 Ferdinand-Magellan-Straße 1/7, 11/19, 16/18, 24/28, 34/38 James-Cook-Straße 4–14 Johann-Landefeldt-Straße Marco-Polo-Straße 1–22 Parkviertelallee 111/117 Potsdamer Chaussee Ritterfelddamm Sparnecker Weg 100 (Lage) | Flugplatz Gatow                                                                            | Hangar 5 | |
| 09085643 | Kladower Damm 182, 220 Am Donnerberg Am Flugplatz Gatow 33 Am Landschaftspark Gatow An der Gatower Heide Charles-Lindbergh-Straße Christoph-Kolumbus-Straße 4/6A, 10/20, 15 Ferdinand-Magellan-Straße 1/7, 11/19, 16/18, 24/28, 34/38 James-Cook-Straße 4–14 Johann-Landefeldt-Straße Marco-Polo-Straße 1–22 Parkviertelallee 111/117 Potsdamer Chaussee Ritterfelddamm Sparnecker Weg 100 (Lage) | Flugplatz Gatow                                                                            | Hangar 6 | |
| 09085643 | Kladower Damm 182, 220 Am Donnerberg Am Flugplatz Gatow 33 Am Landschaftspark Gatow An der Gatower Heide Charles-Lindbergh-Straße Christoph-Kolumbus-Straße 4/6A, 10/20, 15 Ferdinand-Magellan-Straße 1/7, 11/19, 16/18, 24/28, 34/38 James-Cook-Straße 4–14 Johann-Landefeldt-Straße Marco-Polo-Straße 1–22 Parkviertelallee 111/117 Potsdamer Chaussee Ritterfelddamm Sparnecker Weg 100 (Lage) | Flugplatz Gatow                                                                            | Hangar 7 | |
| 09085643 | Kladower Damm 182, 220 Am Donnerberg Am Flugplatz Gatow 33 Am Landschaftspark Gatow An der Gatower Heide Charles-Lindbergh-Straße Christoph-Kolumbus-Straße 4/6A, 10/20, 15 Ferdinand-Magellan-Straße 1/7, 11/19, 16/18, 24/28, 34/38 James-Cook-Straße 4–14 Johann-Landefeldt-Straße Marco-Polo-Straße 1–22 Parkviertelallee 111/117 Potsdamer Chaussee Ritterfelddamm Sparnecker Weg 100 (Lage) | Flugplatz Gatow                                                                            | Hangar 8 | |
| 09085643 | Kladower Damm 182, 220 Am Donnerberg Am Flugplatz Gatow 33 Am Landschaftspark Gatow An der Gatower Heide Charles-Lindbergh-Straße Christoph-Kolumbus-Straße 4/6A, 10/20, 15 Ferdinand-Magellan-Straße 1/7, 11/19, 16/18, 24/28, 34/38 James-Cook-Straße 4–14 Johann-Landefeldt-Straße Marco-Polo-Straße 1–22 Parkviertelallee 111/117 Potsdamer Chaussee Ritterfelddamm Sparnecker Weg 100 (Lage) | Flugplatz Gatow                                                                            | Hangar 9 und 10 | |
| 09085643 | Kladower Damm 182, 220 Am Donnerberg Am Flugplatz Gatow 33 Am Landschaftspark Gatow An der Gatower Heide Charles-Lindbergh-Straße Christoph-Kolumbus-Straße 4/6A, 10/20, 15 Ferdinand-Magellan-Straße 1/7, 11/19, 16/18, 24/28, 34/38 James-Cook-Straße 4–14 Johann-Landefeldt-Straße Marco-Polo-Straße 1–22 Parkviertelallee 111/117 Potsdamer Chaussee Ritterfelddamm Sparnecker Weg 100 (Lage) | Flugplatz Gatow                                                                            | Flugplatz | |
| 09085644 | Kladower Damm 221 (Lage) | ehem. Reichsakademie für Luftfahrt (Krankenhaus Spandau, ÖB Havelhöhe)                     | Wache mit Fahrzeughallen (1, 2, 3, 4), 1934–1936 von Richard Binder, Josef Braun und Alfred Gunzenhauser                                                                                                   | |
| 09085644 | Kladower Damm 221 (Lage) | ehem. Reichsakademie für Luftfahrt (Krankenhaus Spandau, ÖB Havelhöhe)                     | Offizierswohnhäuser (5, 6, 7, 8) | |
| 09085644 | Kladower Damm 221 (Lage) | ehem. Reichsakademie für Luftfahrt (Krankenhaus Spandau, ÖB Havelhöhe)                     | Mannschaftskaserne (9) | |
| 09085644 | Kladower Damm 221 (Lage) | ehem. Reichsakademie für Luftfahrt (Krankenhaus Spandau, ÖB Havelhöhe)                     | Unterkunftsgebäude (10, 11, 12) | |
| 09085644 | Kladower Damm 221 (Lage) | ehem. Reichsakademie für Luftfahrt (Krankenhaus Spandau, ÖB Havelhöhe)                     | Lehrsaalgebäude (13) | |
| 09085644 | Kladower Damm 221 (Lage) | ehem. Reichsakademie für Luftfahrt (Krankenhaus Spandau, ÖB Havelhöhe)                     | Offiziersheim (Kasino, 14) | |
| 09085644 | Kladower Damm 221 (Lage) | ehem. Reichsakademie für Luftfahrt (Krankenhaus Spandau, ÖB Havelhöhe)                     | Wohnhäuser für Lehrpersonal (15, 16) | |
| 09085644 | Kladower Damm 221 (Lage) | ehem. Reichsakademie für Luftfahrt (Krankenhaus Spandau, ÖB Havelhöhe)                     | Heizwerk (19) | |
| 09085644 | Kladower Damm 221 (Lage) | ehem. Reichsakademie für Luftfahrt (Krankenhaus Spandau, ÖB Havelhöhe)                     | Krankenhaus (23) | |
| 09085644 | Kladower Damm 221 (Lage) | ehem. Reichsakademie für Luftfahrt (Krankenhaus Spandau, ÖB Havelhöhe)                     | Wirtschaftsgebäude (24) | |
| 09085644 | Kladower Damm 221 (Lage) | ehem. Reichsakademie für Luftfahrt (Krankenhaus Spandau, ÖB Havelhöhe)                     | Laboratorium (28) | |
| 09085731 | Pottensteiner Weg 24/30 Röttenbacher Weg 1–7 Schauensteiner Weg 3–8 (Lage) | Wohnsiedlung Kladow-Hottengrund                                                            | 12 Bauten, 1936 von Hans Scharoun | |
| 09085755 | Ritterfelddamm 82F/92, 110/120 An der Bastion 1/9, 15/19 Grüner Wall 2 (Lage) | Übungsbefestigungsanlage für das preußische Heer (zwei Bastionen und ein Ravelin)          | An der Bastion, um 1752 von Oberstleutnant v. Balbi | |
| 09085755 | Ritterfelddamm 82F/92, 110/120 An der Bastion 1/9, 15/19 Grüner Wall 2 (Lage) | Übungsbefestigungsanlage für das preußische Heer (zwei Bastionen und ein Ravelin)          | Grüner Wall | |
| 09085755 | Ritterfelddamm 82F/92, 110/120 An der Bastion 1/9, 15/19 Grüner Wall 2 (Lage) | Übungsbefestigungsanlage für das preußische Heer (zwei Bastionen und ein Ravelin)          | Ritterfelddamm | |

## Baudenkmale
| Nr.      | Lage                                                              | Offizielle Bezeichnung                                                                      | Beschreibung | Bild                                |
| -------- | ----------------------------------------------------------------- | ------------------------------------------------------------------------------------------- | --- | ----------------------------------- |
| 09080618 | Ahornallee 11 (Lage)                                              | Spielhaus                                                                                   | um 1912 |                                     |
| 09085420 | Alt-Kladow (Lage)                                                 | Dorfkirche Kladow Bestandteil des Ensembles: Dorfkern Alt-Kladow                            | 13./14. Jh., Dachturm 1818, heutige Gestalt 1953 von Arthur Reck |                                     |
| 09085420 | Alt-Kladow (Lage)                                                 | Dorfkirche Kladow Bestandteil des Ensembles: Dorfkern Alt-Kladow                            | Kirchhofmauer mit Kirchhof und Dorfplatz |                                     |
| 09085421 | Alt-Kladow (Lage)                                                 | Gefallenendenkmal Bestandteil des Ensembles: Dorfkern Alt-Kladow                            | 1924 |                                     |
| 09085424 | Alt-Kladow 3 Rohrsängersteig 6 (Lage)                             | Hirtenhaus mit Anbau Bestandteil des Ensembles: Dorfkern Alt-Kladow                         | 1. Hälfte 19. Jh.; Wohnhaus, 1898–1899 |                                     |
| 09085425 | Alt-Kladow 7 Rohrsängersteig 7 (Lage)                             | Landhaus mit Nebengebäuden und Einfahrtstor Bestandteil des Ensembles: Dorfkern Alt-Kladow  | Landhaus, 1910 |                                     |
| 09085425 | Alt-Kladow 7 Rohrsängersteig 7 (Lage)                             | Landhaus mit Nebengebäuden und Einfahrtstor Bestandteil des Ensembles: Dorfkern Alt-Kladow  | Schuppen |                                     |
| 09085425 | Alt-Kladow 7 Rohrsängersteig 7 (Lage)                             | Landhaus mit Nebengebäuden und Einfahrtstor Bestandteil des Ensembles: Dorfkern Alt-Kladow  | Nebengebäude |                                     |
| 09085425 | Alt-Kladow 7 Rohrsängersteig 7 (Lage)                             | Landhaus mit Nebengebäuden und Einfahrtstor Bestandteil des Ensembles: Dorfkern Alt-Kladow  | Garage |                                     |
| 09085427 | Alt-Kladow 17 Sakrower Kirchweg 2 (Lage)                          | Bauernhof Bestandteil des Ensembles: Dorfkern Alt-Kladow                                    | Wohnhaus, 1894 |                                     |
| 09085427 | Alt-Kladow 17 Sakrower Kirchweg 2 (Lage)                          | Bauernhof Bestandteil des Ensembles: Dorfkern Alt-Kladow                                    | Stallungen und Scheune, vor 1892 |                                     |
| 09085428 | Alt-Kladow 20 (Lage)                                              | Bauernhof Bestandteil des Ensembles: Dorfkern Alt-Kladow                                    | Wohnhaus, vor 1892, Umbau 1892 |                                     |
| 09085428 | Alt-Kladow 20 (Lage)                                              | Bauernhof Bestandteil des Ensembles: Dorfkern Alt-Kladow                                    | Scheune, vor 1892; Stall, 1902 |                                     |
| 09085429 | Alt-Kladow 21/23 Sakrower Landstraße 1 (Lage)                     | Bauernhof Bestandteil des Ensembles: Dorfkern Alt-Kladow                                    | Wohnhaus, vor 1799, Umbau 1908 |                                     |
| 09085429 | Alt-Kladow 21/23 Sakrower Landstraße 1 (Lage)                     | Bauernhof Bestandteil des Ensembles: Dorfkern Alt-Kladow                                    | Stallgebäude, 1893, Umbau zur Restauration 1930, Dorfkrug |                                     |
| 09085429 | Alt-Kladow 21/23 Sakrower Landstraße 1 (Lage)                     | Bauernhof Bestandteil des Ensembles: Dorfkern Alt-Kladow                                    | Stallgebäude, vor 1892 |                                     |
| 09085430 | Alt-Kladow 22/24 Kladower Damm 369 (Lage)                         | Pfarrhaus Bestandteil des Ensembles: Dorfkern Alt-Kladow                                    | Pfarrhaus, 1929–1930 |                                     |
| 09085430 | Alt-Kladow 22/24 Kladower Damm 369 (Lage)                         | Pfarrhaus Bestandteil des Ensembles: Dorfkern Alt-Kladow                                    | Stall (Garagenhaus), 1935 |                                     |
| 09085430 | Alt-Kladow 22/24 Kladower Damm 369 (Lage)                         | Pfarrhaus Bestandteil des Ensembles: Dorfkern Alt-Kladow                                    | Gemeindezentrum, 1972–1974 von Stephan Heise |                                     |
| 09085445 | Am Roten Stein 1 (Lage)                                           | Villa Oeding                                                                                | Villa, 1922–1923 von Hans Großmann (siehe auch Gartendenkmal Villengarten) |                                     |
| 09085445 | Am Roten Stein 1 (Lage)                                           | Villa Oeding                                                                                | Wohnhaus |                                     |
| 09085445 | Am Roten Stein 1 (Lage)                                           | Villa Oeding                                                                                | Garage |                                     |
| 09085447 | Am Roten Stein 9B Imchenallee 64 (Lage)                           | Wohnhaus                                                                                    | um 1910 |                                     |
| 09085448 | Am Roten Stein 9C (Lage)                                          | Villa Hoffmann                                                                              | 1911 |                                     |
| 09085451 | Am Schwemmhorn 1 Lüdickeweg 2/6 Sakrower Kirchweg 83/87 (Lage)    | Chauffeurhaus                                                                               | Chauffeurhaus, 1912 (siehe auch Gartendenkmal Landhausgarten Dr. Max Fraenkel) |                                     |
| 09085451 | Am Schwemmhorn 1 Lüdickeweg 2/6 Sakrower Kirchweg 83/87 (Lage)    | Chauffeurhaus                                                                               | Garage |                                     |
| 09085451 | Am Schwemmhorn 1 Lüdickeweg 2/6 Sakrower Kirchweg 83/87 (Lage)    | Chauffeurhaus                                                                               | Nebengebäude (ehemaliger Pferdestall) |                                     |
| 09085452 | Am Schwemmhorn 3 (Lage)                                           | Landhaus „Geßners Guckegönne“                                                               | Landhaus 1911–1912 von Albert Geßner, Anbau 1927 (siehe auch Gartendenkmal Garten des Landhauses) |                                     |
| 09085452 | Am Schwemmhorn 3 (Lage)                                           | Landhaus „Geßners Guckegönne“                                                               | Zufahrtstor |                                     |
| 09085452 | Am Schwemmhorn 3 (Lage)                                           | Landhaus „Geßners Guckegönne“                                                               | Gärtnerhaus |                                     |
| 09085452 | Am Schwemmhorn 3 (Lage)                                           | Landhaus „Geßners Guckegönne“                                                               | Wirtschaftsgebäude |                                     |
| 09085452 | Am Schwemmhorn 3 (Lage)                                           | Landhaus „Geßners Guckegönne“                                                               | Gartenpavillon |                                     |
| 09085452 | Am Schwemmhorn 3 (Lage)                                           | Landhaus „Geßners Guckegönne“                                                               | Badehaus |                                     |
| 09085452 | Am Schwemmhorn 3 (Lage)                                           | Landhaus „Geßners Guckegönne“                                                               | Bootshaus |                                     |
| 09085452 | Am Schwemmhorn 3 (Lage)                                           | Landhaus „Geßners Guckegönne“                                                               | Freisitz |                                     |
| 09085453 | Am Schwemmhorn 3A (Lage)                                          | Landhaus Mendelssohn                                                                        | Landhaus, 1927 von John A. Campbell |                                     |
| 09085453 | Am Schwemmhorn 3A (Lage)                                          | Landhaus Mendelssohn                                                                        | Arkadenbau |                                     |
| 09085453 | Am Schwemmhorn 3A (Lage)                                          | Landhaus Mendelssohn                                                                        | Einfahrtstor |                                     |
| 09085528 | Contessaweg 45 Sakrower Kirchweg 56 (Lage)                        | Landhaus Dr. Henius                                                                         | 1923 von Emil Schuster |                                     |
| 09085533 | Dechtower Steig 4 (Lage)                                          | Wohnhaus Bestandteil des Ensembles: Dechtower Steig                                         | 1896 |                                     |
| 09085533 | Dechtower Steig 4 (Lage)                                          | Wohnhaus Bestandteil des Ensembles: Dechtower Steig                                         | Stall |                                     |
| 09085578 | Gößweinsteiner Gang 1 Imchenallee 104 (Lage)                      | Landhaus Sandmann                                                                           | 1927 von Kurt-Heinrich Tischer |                                     |
| 09085578 | Gößweinsteiner Gang 1 Imchenallee 104 (Lage)                      | Landhaus Sandmann                                                                           | Ausmalung von Berthold Sperling |                                     |
| 09085582 | Gottfried-Arnold-Weg Ritterfelddamm 145 (Lage)                    | Schilfdachkapelle Zum Guten Hirten                                                          | mit Glockenschauer, 1951–1953 von Klemens Weigel |                                     |
| 09085615 | Imchenallee 7 (Lage)                                              | Landhaus Bracht                                                                             | 1935 von Otto v. Estorff und Gerhard Winkler; repräsentativer, ebenerdiger Bungalow in L-Form in der typischen Formensprache von Estorff & Winkler: ausladendes, rotes Walmdach mit Aufschieblingen, Sprossenfenster mit grünen Fensterläden, heller Putz; gliedert sich in drei Bereiche: offener Wohnbereich, durch Stichflur erschlossene Schlafräume und Wirtschaftsbereich mit Küche, Anrichte und Mädchenzimmer |                                     |
| 09085616 | Imchenallee 17 (Lage)                                             | Haus Hossfeld                                                                               | mit Einfriedung 1926–1927 von Emil Schuster, Um- und Anbau, 1939, Bootshaus mit Pavillon, 1927 |                                     |
| 09085616 | Imchenallee 17 (Lage)                                             | Haus Hossfeld                                                                               | Bootshaus, 1927 |                                     |
| 09085616 | Imchenallee 17 (Lage)                                             | Haus Hossfeld                                                                               | Pavillon, 1927 |                                     |
| 09085617 | Imchenallee 25/27 (Lage)                                          | Einfriedung und Bootshaus des ehemaligen Wohnhauses Holzer                                  | Einfriedung, 1928 |                                     |
| 09085617 | Imchenallee 25/27 (Lage)                                          | Einfriedung und Bootshaus des ehemaligen Wohnhauses Holzer                                  | Bootshaus, 1928 |                                     |
| 09085618 | Imchenallee 33/35 (Lage)                                          | Haus Rambaum                                                                                | Sommerwohnhaus, 1929 |                                     |
| 09085621 | Imchenallee 46 (Lage)                                             | Gaststätte „Seglerheim“                                                                     | 1924–1925 |                                     |
| 09085622 | Imchenallee 72A Massolleweg 2 (Lage)                              | Wohnhaus mit Fasanerie                                                                      | Wohnhaus, 1912, Eigentümer des Hauses war Friedrich Maubach, er wohnte hier bis zu seinem Tod im November 1942 (Quelle: Barch R 121/1294) (siehe auch Baudenkmal Grabmal Maubach) |                                     |
| 09085622 | Imchenallee 72A Massolleweg 2 (Lage)                              | Wohnhaus mit Fasanerie                                                                      | Fasanerie |                                     |
| 09085626 | Jägerallee 17 (Lage)                                              | Haus Mietke                                                                                 | 1932 von Edmund Krefft |                                     |
| 09085645 | Kladower Damm 382 Ritterfelddamm 1 (Lage)                         | Wohnhaus eines ehem. Bauernhofes Bestandteil des Ensembles: Dorfkern Alt-Kladow             | 1875 |                                     |
| 09085646 | Kladower Damm 387 (Lage)                                          | Wohnhaus eines ehem. Bauernhofes Bestandteil des Ensembles: Dorfkern Alt-Kladow             | um 1885 |                                     |
| 09085657 | Krampnitzer Weg 2A (Lage)                                         | Parnemannscher Hof Bestandteil des Ensembles: Krampnitzer Weg                               | Wohnhaus, Einfriedung und Abtritt, 2. Hälfte 19. Jh. (siehe auch Gartendenkmal Vorgarten) |                                     |
| 09085657 | Krampnitzer Weg 2A (Lage)                                         | Parnemannscher Hof Bestandteil des Ensembles: Krampnitzer Weg                               | Stallungen, Scheune mit Hofpflasterung, 2. Hälfte 19. Jh. |                                     |
| 09085659 | Krampnitzer Weg 27/29 (Lage)                                      | Villa Stahn                                                                                 | 1913 von R. Poense, Wiederaufbau nach 1952 |                                     |
| 09085660 | Krampnitzer Weg 55/57 (Lage)                                      | Sommerwohnhaus                                                                              | 1928 von Karl Werner | Bild von hinterem Gebäude erwünscht |
| 09085662 | Kurpromenade 6 Bardelebenweg 1 (Lage)                             | Haus Ruegenberg                                                                             | 1960 von Sergius Ruegenberg |                                     |
| 09085663 | Kurpromenade 55 (Lage)                                            | Kupferhaus                                                                                  | 1932–1933 von Friedrich Förster und Robert Krafft |                                     |
| 09085664 | Lüdickeweg 5 (Lage)                                               | Wohnhaus                                                                                    | 1923 von Emil Schuster |                                     |
| 09085676 | Massolleweg 12 (Lage)                                             | Sommerhaus                                                                                  | 1924 |                                     |
| 09085677 | Massolleweg 14 (Lage)                                             | Landhaus Lion                                                                               | 1927 von Sokolowski |                                     |
| 09085692 | Neukladower Allee 9–10, 12 Imchenallee Mascha-Kaléko-Weg 3 (Lage) | Lehnschulzengut Neu-Kladow                                                                  | Gutshaus, Villa Luise, um 1800 von David Gilly, Umbau, 1910–1911 von Paul Schultze-Naumburg (siehe auch Gartendenkmal Gutspark Neukladow) |                                     |
| 09085692 | Neukladower Allee 9–10, 12 Imchenallee Mascha-Kaléko-Weg 3 (Lage) | Lehnschulzengut Neu-Kladow                                                                  | Verwalterhaus, um 1800 |                                     |
| 09085692 | Neukladower Allee 9–10, 12 Imchenallee Mascha-Kaléko-Weg 3 (Lage) | Lehnschulzengut Neu-Kladow                                                                  | Torbau, 1910–1911 von Paul Schultze-Naumburg |                                     |
| 09085692 | Neukladower Allee 9–10, 12 Imchenallee Mascha-Kaléko-Weg 3 (Lage) | Lehnschulzengut Neu-Kladow                                                                  | Portal Imchenallee, 1910–1911 von Paul Schultze-Naumburg |                                     |
| 09085707 | Parnemannweg 1 Sakrower Kirchweg 12 (Lage)                        | Café Kramer & Landhaus Lösche Bestandteil des Ensembles: Sakrower Kirchweg                  | um 1875, Umbau 1905 zum Wohnhaus, 1929 zum Café, Einfriedung |                                     |
| 09085709 | Parnemannweg 8 (Lage)                                             | Haus Harte                                                                                  | Wohnhaus mit Arztpraxis, 1938 von Emil Schuster |                                     |
| 09085735 | Quastenhornweg 17 (Lage)                                          | Fertighaus (Wachsendes Haus) Bestandteil des Ensembles: Quastenhornweg                      | 1932 von Hans Köhler |                                     |
| 09085753 | Ritterfelddamm 17 (Lage)                                          | Wohnhaus des ehem. Bauernhofes Marzahn                                                      | 1891 |                                     |
| 09085754 | Ritterfelddamm 25 (Lage)                                          | Mühlenmeisterhaus                                                                           | 1857 |                                     |
| 09085620 | Rohrsängersteig 1/3 Imchenallee 44 (Lage)                         | Büdnerhaus, Schwarze Küche und Fachwerkwände Bestandteil des Ensembles: Dorfkern Alt-Kladow | vor 1821, Rekonstruktion 1989–1990 |                                     |
| 09085769 | Runebergweg 32D (Lage)                                            | Wohnhaus                                                                                    | 1925 |                                     |
| 09085770 | Sakrower Kirchweg 6/8 (Lage)                                      | Kossätenhaus Bestandteil des Ensembles: Sakrower Kirchweg                                   | um 1800 |                                     |
| 09085771 | Sakrower Kirchweg 9 Imchenallee 48 (Lage)                         | Bauernhof Schütze Bestandteil des Ensembles: Sakrower Kirchweg                              | Wohnhaus, 1892, Umbau 1905 |                                     |
| 09085771 | Sakrower Kirchweg 9 Imchenallee 48 (Lage)                         | Bauernhof Schütze Bestandteil des Ensembles: Sakrower Kirchweg                              | Stall, 1892 |                                     |
| 09085771 | Sakrower Kirchweg 9 Imchenallee 48 (Lage)                         | Bauernhof Schütze Bestandteil des Ensembles: Sakrower Kirchweg                              | Taubenhaus 1897 |                                     |
| 09085771 | Sakrower Kirchweg 9 Imchenallee 48 (Lage)                         | Bauernhof Schütze Bestandteil des Ensembles: Sakrower Kirchweg                              | Hofpflasterung |                                     |
| 09085772 | Sakrower Kirchweg 13 (Lage)                                       | Wohnhaus Bestandteil des Ensembles: Sakrower Kirchweg                                       | 1905, 4. Viertel 19. Jh. |                                     |
| 09085772 | Sakrower Kirchweg 13 (Lage)                                       | Wohnhaus Bestandteil des Ensembles: Sakrower Kirchweg                                       | Stall, Scheune, 4. Viertel 19. Jh. |                                     |
| 09085773 | Sakrower Kirchweg 14 (Lage)                                       | Wohnhaus und Remisengebäude Bestandteil des Ensembles: Sakrower Kirchweg                    | Doppelhaushälfte mit Nr. 16 von 1900 |                                     |
| 09085773 | Sakrower Kirchweg 14 (Lage)                                       | Wohnhaus und Remisengebäude Bestandteil des Ensembles: Sakrower Kirchweg                    | Remise |                                     |
| 09085774 | Sakrower Kirchweg 15 (Lage)                                       | Wohnhaus mit Stall/Schlachthaus Bestandteil des Ensembles: Sakrower Kirchweg                | Wohnhaus, 4. Viertel 19. Jh. mit Einfriedung |                                     |
| 09085774 | Sakrower Kirchweg 15 (Lage)                                       | Wohnhaus mit Stall/Schlachthaus Bestandteil des Ensembles: Sakrower Kirchweg                | Stall und Schlachthaus, 4. Viertel 19. Jh. |                                     |
| 09085775 | Sakrower Kirchweg 16 (Lage)                                       | Wohnhaus und Remisengebäude Bestandteil des Ensembles: Sakrower Kirchweg                    | Doppelhaushälfte mit Nr. 14 von 1901 |                                     |
| 09085775 | Sakrower Kirchweg 16 (Lage)                                       | Wohnhaus und Remisengebäude Bestandteil des Ensembles: Sakrower Kirchweg                    | Remise |                                     |
| 09085446 | Sakrower Kirchweg 21 (Lage)                                       | Wohnhaus und Stall                                                                          | 1920 |                                     |
| 09085446 | Sakrower Kirchweg 21 (Lage)                                       | Wohnhaus und Stall                                                                          | Stall |                                     |
| 09085776 | Sakrower Kirchweg 65 (Lage)                                       | Haus Gerbsch                                                                                | 1934 von Viktor Bunikowski |                                     |
| 09085777 | Sakrower Kirchweg 67 (Lage)                                       | Pavillon der Villa Pietsch-Kutschera                                                        | um 1924 (siehe auch Baudenkmal Villa Pietsch-Kutschera) |                                     |
| 09085778 | Sakrower Kirchweg 70A (Lage)                                      | Haus Schöneberg                                                                             | Einfamilienhaus, 1922–1924 von Ernst Schneckenberg |                                     |
| 09085778 | Sakrower Kirchweg 70A (Lage)                                      | Haus Schöneberg                                                                             | Gärtnerhaus |                                     |
| 09085778 | Sakrower Kirchweg 70A (Lage)                                      | Haus Schöneberg                                                                             | zwei Schuppen |                                     |
| 09085778 | Sakrower Kirchweg 70A (Lage)                                      | Haus Schöneberg                                                                             | Brunnenhäuschen |                                     |
| 09085778 | Sakrower Kirchweg 70A (Lage)                                      | Haus Schöneberg                                                                             | zwei Zugangstoren |                                     |
| 09085779 | Am Carolinenhof 7/11 (Lage)                                       | Landhaus Bielschowsky & Karl-Sonnenschein-Haus                                              | Landhaus, 1928 |                                     |
| 09085779 | Am Carolinenhof 7/11 (Lage)                                       | Landhaus Bielschowsky & Karl-Sonnenschein-Haus                                              | Gärtnerhaus, 1929 von Emil Schuster, Kapellenraum, 1959 von Franz Labryga |                                     |
| 09085779 | Am Carolinenhof 7/11 (Lage)                                       | Landhaus Bielschowsky & Karl-Sonnenschein-Haus                                              | Bootshaus, 1929 von Emil Schuster |                                     |
| 09085779 | Am Carolinenhof 7/11 (Lage)                                       | Landhaus Bielschowsky & Karl-Sonnenschein-Haus                                              | Garagenbau, 1959 von Franz Labryga |                                     |
| 09085780 | Sakrower Kirchweg 95 (Lage)                                       | Landhaus Schickendantz                                                                      | 1927 von Ernst Kühnel |                                     |
| 09085781 | Sakrower Kirchweg 99 (Lage)                                       | Landhaus Berglinde                                                                          | Wohnhaus, 1926 |                                     |
| 09085781 | Sakrower Kirchweg 99 (Lage)                                       | Landhaus Berglinde                                                                          | Bootshaus, 1927 |                                     |
| 09085781 | Sakrower Kirchweg 99 (Lage)                                       | Landhaus Berglinde                                                                          | Garagen, 1935 von Richard Bielenberg und Josef Moser |                                     |
| 09085782 | Sakrower Kirchweg 101 (Lage)                                      | Haus Gohrbandt                                                                              | Wohnhaus, 1935 von Bruno Ernst Scherz |                                     |
| 09085782 | Sakrower Kirchweg 101 (Lage)                                      | Haus Gohrbandt                                                                              | Garage und Einfriedung |                                     |
| 09085782 | Sakrower Kirchweg 101 (Lage)                                      | Haus Gohrbandt                                                                              | Bootsplatz |                                     |
| 09085782 | Sakrower Kirchweg 101 (Lage)                                      | Haus Gohrbandt                                                                              | Bunker |                                     |
| 09085783 | Sakrower Landstraße 2 (Lage)                                      | Schule am Ritterfeld & Neue Dorfschule Bestandteil des Ensembles: Dorfkern Alt-Kladow       | 1902 |                                     |
| 09085784 | Sakrower Landstraße 4 (Lage)                                      | Postamt Kladow Bestandteil des Ensembles: Dorfkern Alt-Kladow                               | Postamt mit Dienstwohnungen, um 1935 |                                     |
| 09046608 | Sakrower Landstraße 11 (Lage)                                     | Grabmal Maubach                                                                             | Grabmal auf dem Evangelischen Kirchhof Kladow, 1913 von Oswald Bachmann (siehe auch Baudenkmal Wohnhaus mit Fasanerie) |                                     |
| 09085711 | Sakrower Landstraße 29 (Lage)                                     | Wohnhaus Bestandteil des Ensembles: Krampnitzer Weg                                         | 1891 |                                     |
| 09085714 | Sakrower Landstraße 33 (Lage)                                     | Wohnhaus Bestandteil des Ensembles: Krampnitzer Weg                                         | 1891 |                                     |
| 09085656 | Sakrower Landstraße 38/42 (Lage)                                  | Gehöft Bestandteil des Ensembles: Krampnitzer Weg                                           | Wohnhaus (Sakrower Landstraße 40), 1898–1900 |                                     |
| 09085656 | Sakrower Landstraße 38/42 (Lage)                                  | Gehöft Bestandteil des Ensembles: Krampnitzer Weg                                           | Schmiede (Sakrower Landstraße 38), 1898–1900 |                                     |
| 09085656 | Sakrower Landstraße 38/42 (Lage)                                  | Gehöft Bestandteil des Ensembles: Krampnitzer Weg                                           | Stall (Sakrower Landstraße 42), 1898–1900 |                                     |
| 09085785 | Sakrower Landstraße 61 (Lage)                                     | Villa Dr. Holz                                                                              | 1927 | Bild von Villa erwünscht            |
| 09085801 | Selbitzer Straße 97 (Lage)                                        | Haus Hardt                                                                                  | 1965 von Horst Schleiwies |                                     |
| 09085802 | Setheweg 9A (Lage)                                                | Villa Pietsch-Kutschera                                                                     | 1924 (siehe auch Baudenkmal Pavillon) |                                     |
| 09085819 | Temmeweg 21 (Lage)                                                | Villa Wolf Wertheim                                                                         | 1905–1906 von Alfred Messel |                                     |
| 09085822 | Uferpromenade 31–32 Kurpromenade 49 (Lage)                        | Wohnhaus mit Einfriedung                                                                    | 1938 |                                     |
| 09085822 | Uferpromenade 31–32 Kurpromenade 49 (Lage)                        | Wohnhaus mit Einfriedung                                                                    | Einfriedung |                                     |
| 09085823 | Uferpromenade 36 (Lage)                                           | Wohnhaus mit Einfriedung                                                                    | 1929–1931 von Otto v. Estorff und Gerhard Winkler |                                     |
| 09085823 | Uferpromenade 36 (Lage)                                           | Wohnhaus mit Einfriedung                                                                    | Einfriedung |                                     |
| 09085830 | Waldallee 34 (Lage)                                               | Haus Kolwes                                                                                 | 1935 von Wassili und Hans Luckhardt |                                     |
| 09085831 | Waldallee 64 (Lage)                                               | Landhaus Massolle                                                                           | um 1930 von Otto v. Estorff und Gerhard Winkler |                                     |
| 09085623 | Wertheimweg 1B Imchenallee 84 (Lage)                              | Villa Niedermeier                                                                           | 1937 von Heinrich Sander |                                     |
| 09085732 | Wertheimweg 2 (Lage)                                              | Wohnhaus                                                                                    | 1929 |                                     |
| 09085838 | Wertheimweg 8 (Lage)                                              | Wohnhaus                                                                                    | 1925 von Paul Rettig |                                     |
| 09085838 | Wertheimweg 8 (Lage)                                              | Wohnhaus                                                                                    | Garage |                                     |
| 09085838 | Wertheimweg 8 (Lage)                                              | Wohnhaus                                                                                    | Plastik |                                     |
| 09085843 | Zingerleweg 29/31 (Lage)                                          | Haus Dr. Menne                                                                              | Atelierhaus, 1967 von Werner Düttmann |                                     |

## Gartendenkmale
| Nr.      | Lage                                                           | Offizielle Bezeichnung                                                        | Beschreibung                                                                                              | Bild |
| -------- | -------------------------------------------------------------- | ----------------------------------------------------------------------------- | --- | ---- |
| 09046199 | Am Roten Stein 1 Imchenallee (Lage)                            | Villengarten                                                                  | um 1928 von Heinrich Wiepking-Jürgensmann (siehe auch Baudenkmal Villa Oeding)                            |      |
| 09046200 | Am Schwemmhorn 1 Lüdickeweg 2/6 Sakrower Kirchweg 83/87 (Lage) | Landhausgarten Dr. Max Fraenkel                                               | 1925–1930 von Erwin Barth (siehe auch Baudenkmal Chauffeurhaus)                                           |      |
| 09046201 | Am Schwemmhorn 3 (Lage)                                        | Garten des Landhauses „Gessners Guckegönne“                                   | 1911–1912 von Albert Geßner (siehe auch Baudenkmal Landhaus „Geßners Guckegönne“)                         |      |
| 09046203 | Gutsstraße und Spandauer Tor (Lage)                            | Gutsstraße und Spandauer Tor des ehemaligen Gutes Groß-Glienicke              | Straße um 1868, Tor um 1890 (siehe auch Gesamtanlage Rittergut Groß-Glienicke)                            |      |
| 09046205 | Krampnitzer Weg 2A (Lage)                                      | Vorgarten des Parnemannschen Hofes Bestandteil des Ensembles: Krampnitzer Weg | Ende 19. Jh. (siehe auch Baudenkmal Parnemannscher Hof)                                                   |      |
| 09046206 | Neukladower Allee 9–10, 12 (Lage)                              | Gutspark Neukladow                                                            | 1909–1912 von Paul Schultze-Naumburg und Karl Foerster (siehe auch Baudenkmal Lehnschulzengut Neu-Kladow) |      |

## Ehemalige Denkmale
| Nr.       | Lage                                       | Offizielle Bezeichnung (Stand der Denkmalliste bei Entfernung) | Beschreibung                               | Bild |
| --------- | ------------------------------------------ | -------------------------------------------------------------- | ------------------------------------------ | ---- |
| 09085437  | Am Dorfwald 1/3 Krampnitzer Weg 4 (Lage)   | Wohnhaus und Stall                                             | 1899                                       |      |
| 09085437  | Am Dorfwald 1/3 Krampnitzer Weg 4 (Lage)   | Wohnhaus und Stall                                             | Anbauten 1933 und 1968                     |      |
| unbekannt | Am Roten Stein 6/8 Sakrower Kirchweg 21B-C | Wohnhaus mit Stall                                             | 1920; Entwidmung nach 2001                 |      |
| 09085736  | Quastenhornweg 23 (Lage)                   | Sommerhaus                                                     | 1933, 2012 als Denkmal aberkannt           |      |
| unbekannt | Waldallee 10A (Lage)                       | Wohnhaus                                                       | 1950 von Konrad Sage, Entwidmung nach 2001 |      |